# Jom ha-šo'a
Jom ha-šo'a (hebrejsky יום השואה‎, Den šoa) či Jom ha-zikaron la-šo'a ve-la-gvura (יום הזיכרון לשואה ולגבורה‎, Den památky na šoa a hrdinství) je den připomínky šesti milionů Židů, kteří byli zavražděni během holokaustu.

## Termín
Termín pro Jom ha-šo'a byl ustanoven na datum 27. nisanu podle židovského kalendáře, což připadá na počátek jara; pokud by toto datum připadlo na pátek nebo na neděli, posunuje se Jom ha-šo'a na den dřívější nebo pozdější, aby nekolidoval se šabatem. Datum je odvozeno od výročního dne vypuknutí povstání ve varšavském ghettu; jelikož však povstání vypuklo 14. nisanu a toto datum (předvečer svátku pesach) se pro den vzpomínky z praktických důvodů ani svou atmosférou nehodí, byl vybrán termín šest dní po skončení svátku, tedy v období počítání omeru, tradičně spojovaném s připomínkou neštěstí, která potkala židovský národ.

## Vzpomínkové akce v Česku
S myšlenkou na připomínku a veřejné předčítání jmen obětí holocaustu v českém veřejném prostoru právě v den Jom ha-šo'a přišla a nápad i zrealizovala Česká unie židovské mládeže.